# ATC kód H04
ATC kód H04 Hormony pankreatu je hlavní terapeutická skupina anatomické skupiny H. Systémové hormonální přípravky kromě pohlavních hormonů a inzulinu.

## H04A Glykogenolytické hormony

### H04AA Glykogenolytické hormony
H04AA01 Glukagon

## Poznámka
- Registrované léčivé přípravky na území České republiky.
- Informační zdroj: Státní ústav pro kontrolu léčiv, Všeobecná zdravotní pojišťovna.